# Большое Советское
Большо́е Сове́тское (также Нум-то, Богово, Божье, Советское) — пресноводное озеро в Туруханском районе Красноярского края, расположено в междуречье рек Таз и Енисей. Входит в группу Советских озёр, являясь крупнейшим из них. На юге через протоку Чингника соединено с озером Малое Советское, принадлежит бассейну Енисея.

## Общие сведения
Площадь озера 76,3 км², что ставит его на 30-е место среди озёр Красноярского края и на 152-е место среди озёр России. Площадь водосборного бассейна — 168 км². Высота над уровнем моря — 64 м. Протяжённость озера 16 км, ширина − 7,5 км.

## Описание
Озеро имеет овальное очертание, в северо-восточной части вытянулся залив Аян. Небольшой остров расположен в восточной части озера. Берега пологие, заболоченные, на них преобладает тундровый ландшафт с небольшими включениями участков леса, где наиболее часто встречаются лиственница, ель и берёза. Питание снеговое и дождевое.
В озере обитает много промысловых видов рыб: чир, считающийся наиболее ценным видом, а также пелядь, сиг и кумжа.